# Riksväg 40
Riksväg 40 är en cirka 321 km lång svensk riksväg som går mellan Göteborg och Västervik via Borås, Ulricehamn, Jönköping, Nässjö, Eksjö och Vimmerby. Riksväg 40 har störst antal kilometer motorväg bland de vägar i Sverige som inte är europavägar, nämligen 96 kilometer (95 km Göteborg-Ulricehamn och 1 km i Jönköping). Riksväg 40 är, i sin helhet, en stamväg.
Fram till 1 april 2009 gick riksväg 40 endast mellan Göteborg och Jönköping. Sträckan Jönköping–Västervik hette då riksväg 33.

## Beskrivning av sträckan

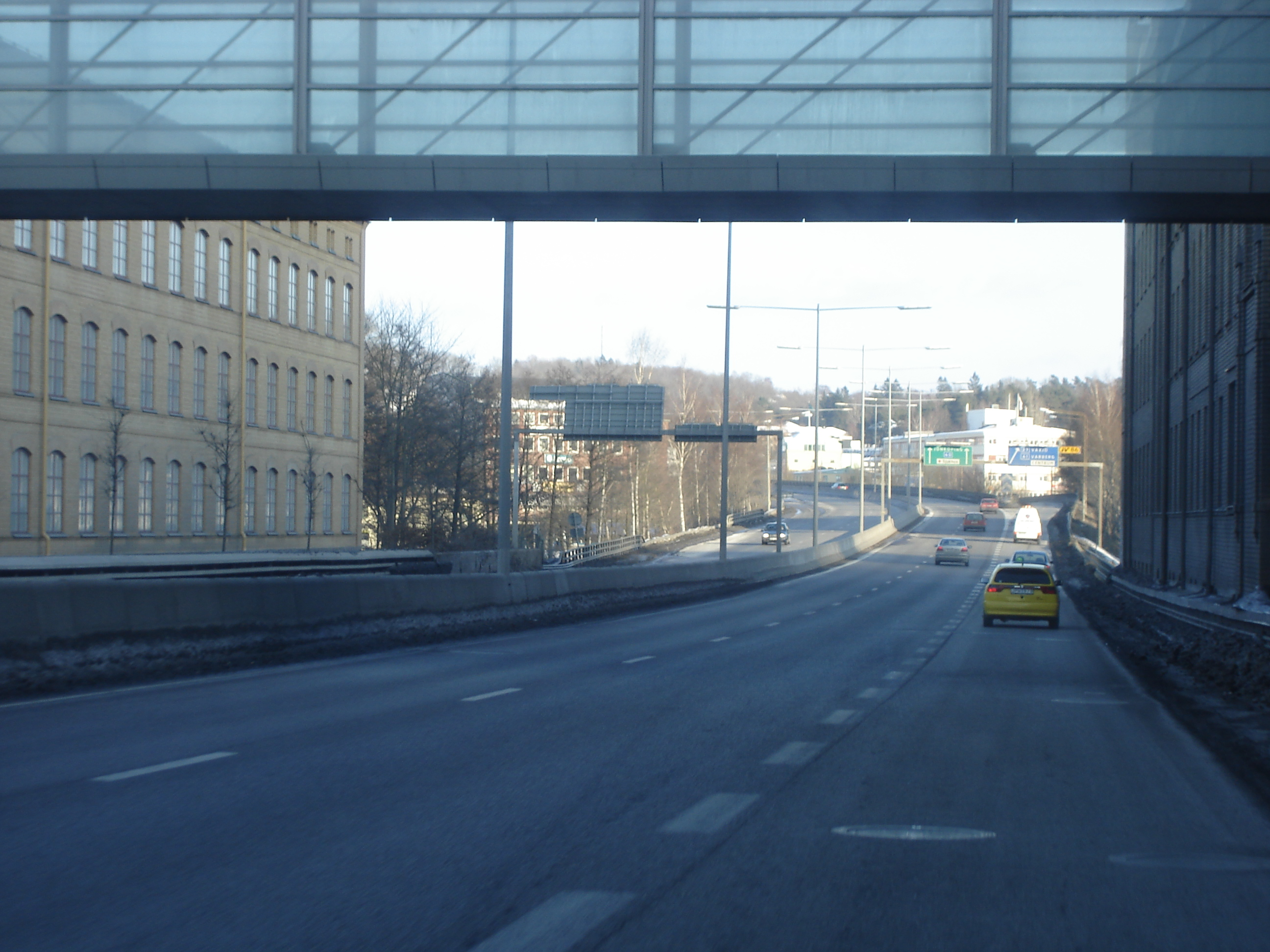
Riksväg 40 genom Borås, strax väster om Annelundsmotet. Överst i bild syns en bro som förbinder byggnaderna som ligger mycket tätt intill vägen på var sida. På detta ställe gick före motorvägsbygget ett järnvägsspår. När vägen byggdes hade byggnaden till vänster i bild en sedermera riven tillbyggnad som begränsade körbanan till ovanliga fem körfilers bredd, tre filer österut respektive två västerut

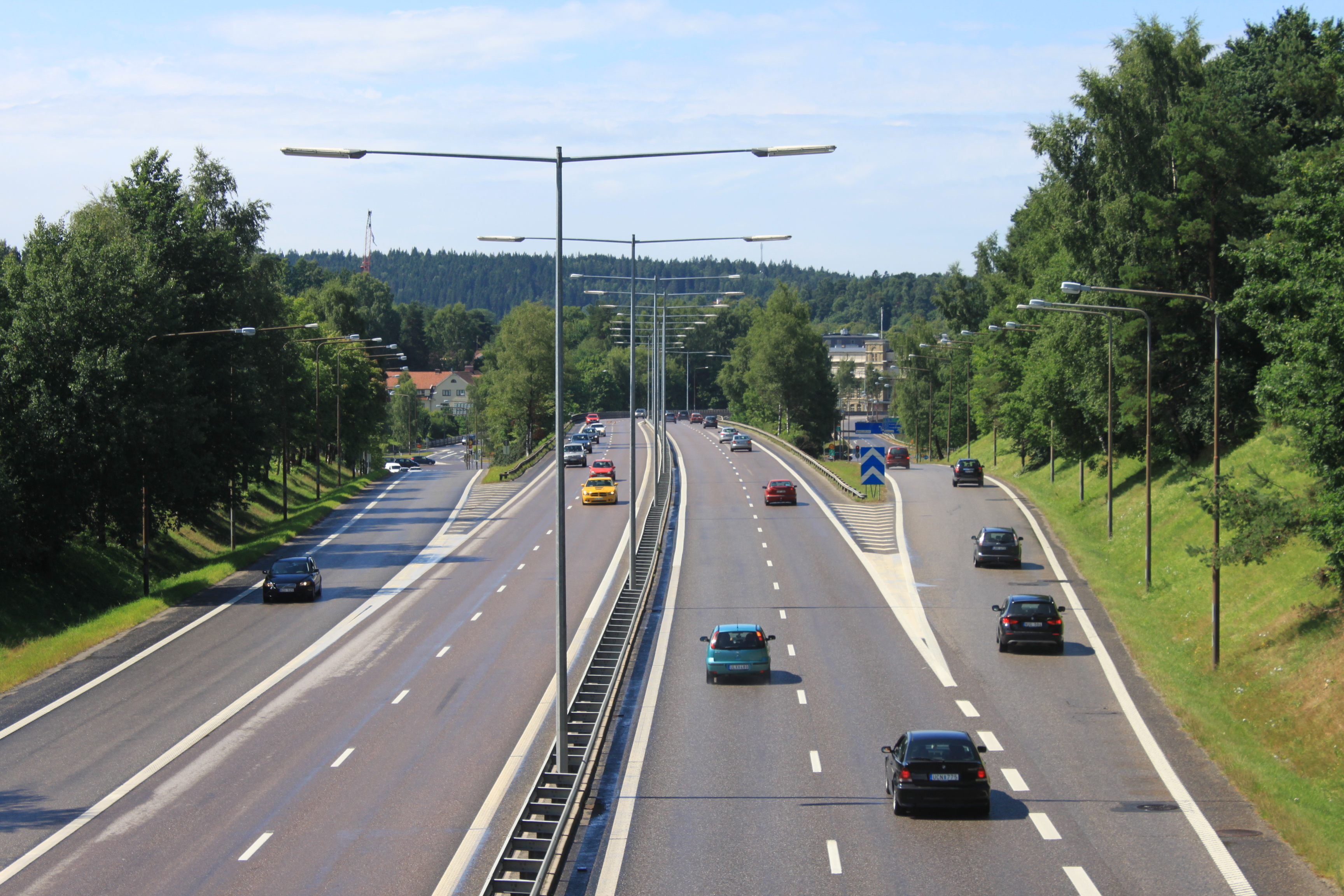
Riksväg 40 vid Annelundsmotet i Borås.

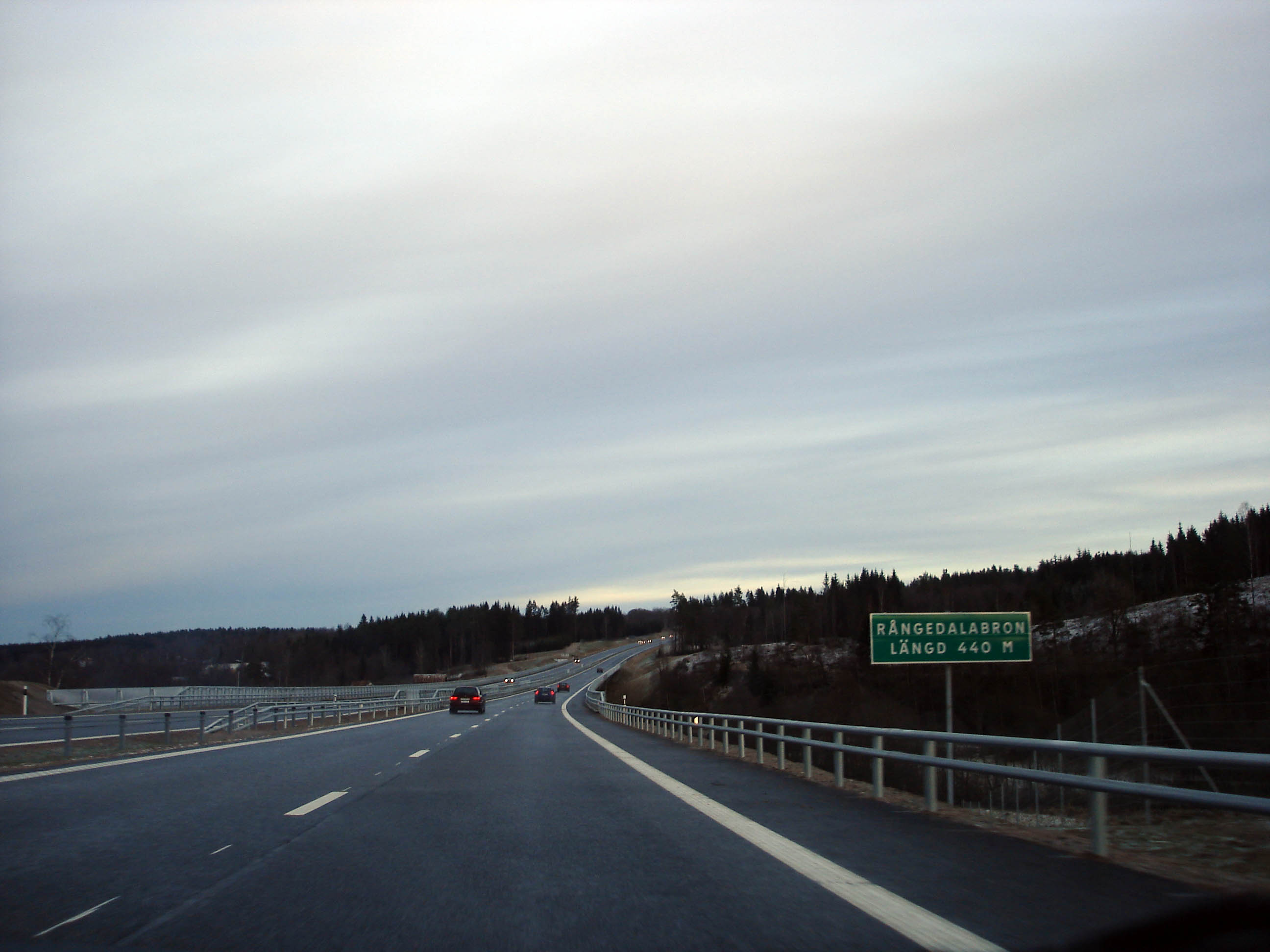
Riksväg 40 i östgående riktning vid Rångedalabron, mellan Borås och Ulricehamn. Denna väg invigdes i november 2007.

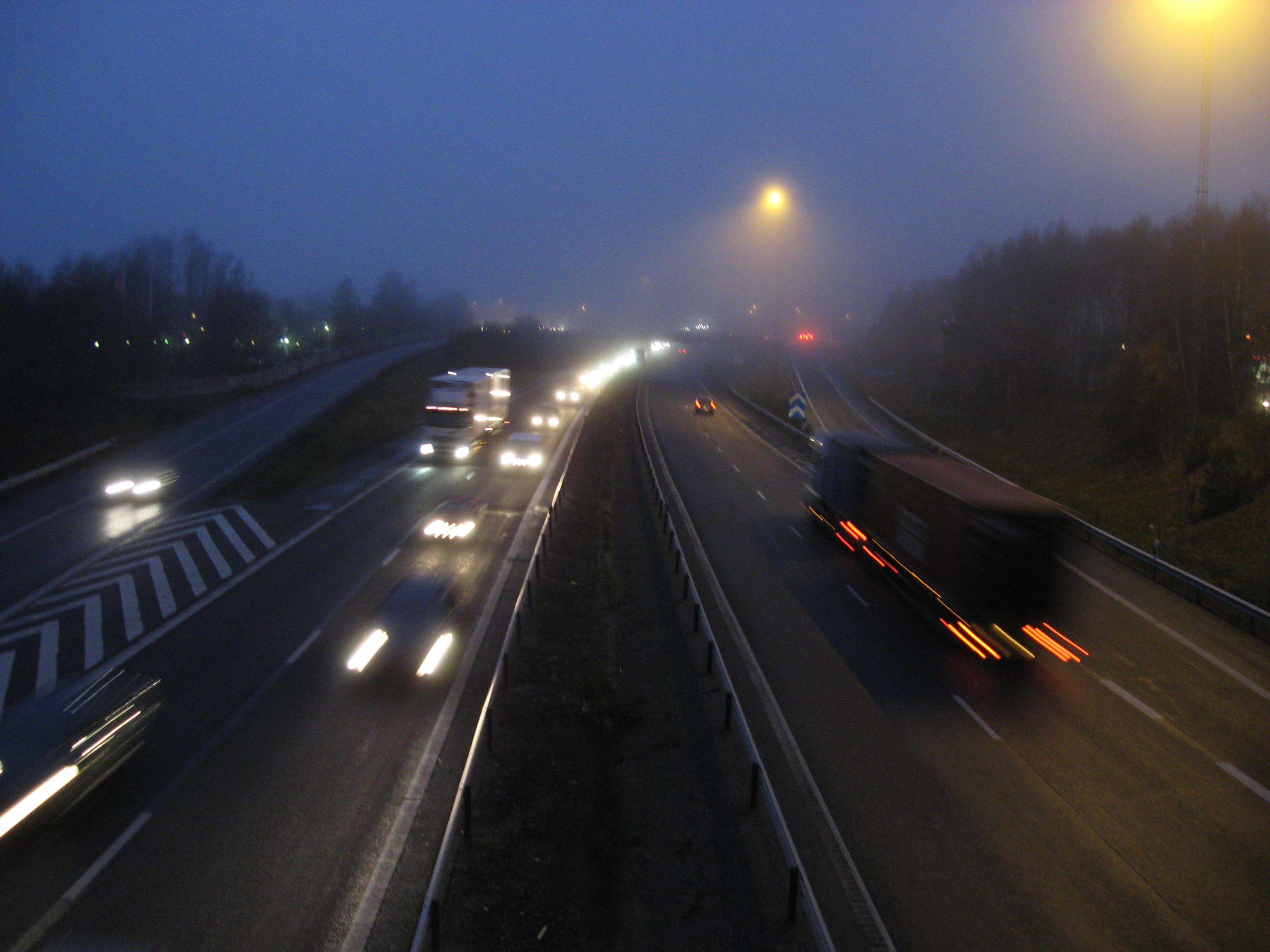
Riksväg 27/40 vid tätorten Landvetter, strax öster om Göteborg.

Riksväg 40 håller motorvägsstandard från Göteborg till Hester vid Ulricehamn. Från Ulricehamn till Jönköping är det 2+1-väg med mitträcke. Genom Jönköping är det motorväg från Haga samt på den gemensamma sträckan med E4. Jönköping till Västervik är växelvis 2+1-väg och vanlig landsväg.

### Göteborg
Riksväg 40 har sin början vid Kallebäcksmotet, där den ansluts med E6/E20. Kallebäcksmotet har prioriterade ramper till/från riksväg 40 från E6/E20 norr och till riksväg 40 från E6/E20 syd. Den första kilometern efter Kallebäcksmotet stiger vägen kraftigt i höjd i Kallebäcksbacken. Direktförbindelsen mellan E6 norrgående och riksväg 40 började byggas i oktober 2019 och stod klar i oktober 2020.

### Göteborg – Borås
Sträckan mellan Göteborg och Borås går genom kuperade områden med flera ganska långa och branta backar. Vägen går mestadels i skogslandskap, men den passerar rakt genom orten Landvetter. Sträckan mellan Göteborg och Göteborg-Landvetters flygplats är relativt hårt trafikerad.

### Genom Borås
Motorvägen går genom Borås på en stadsmotorväg som skiljer sig relativt mycket från övriga stadsmotorvägar i Sverige, med en väg som går nära centrum och mestadels ovanför markplan. Genom de centrala delarna av staden byggdes den upphöjda vägen direkt intill omgivande bebyggelse. De flesta byggnaderna i närheten av stadsmotorvägen är kommersiella fastigheter, men även en del bostadshus finns nära vägen. Sträckningen genom Borås anses av många ha förstört mycket av stadens karaktär, men stadens omgivande terräng liksom militärens krav på övningsområden gav inte stora möjligheter till en förbifart. Som en bullerskyddsåtgärd sänktes hastigheten 2009 till 80-70 km/h förbi centrum och Brämhult.

### Borås – Jönköping
Öster om Borås fortsätter motorvägen genom skogslandskap. Vägen håller motorvägsstandard till Hester vid Ulricehamn. Strax öster om Ulricehamn når vägen 300 meter över havet och är därmed Sveriges högst belägna motorväg. Därefter övergår vägen till att bli mötesfri landsväg med mitträcke (2+1-väg), vilken den har på den resterande sträckan till Jönköping. I den västra utkanten av Jönköping sjunker vägen kraftigt i höjd i den så kallade Göteborgsbacken. Nedanför backen kommer man till stadsdelen Haga och här blir det motorväg. Motorvägen passerar trafikplats Ljungarum, där E4 ansluter, och slutar vid trafikplats Ekhagen där riksväg 40 svänger av E4.
Vid Duvered cirka 6 km öster om Ulricehamn ligger vägens högsta punkt, cirka 330 m, och även den högst belägna riksvägen i Götaland. Vägen når över 320 m på fler ställen längs sträckan Ulricehamn-länsgränsen (samt på ett ställe nära Nässjö). Det finns ett antal långa backar längs sträckan som är besvärliga för tung trafik. Den svåraste är den väster om Jönköping, den så kallade Göteborgsbacken, där tunga lastbilar med släp åtminstone tidigare ofta fastnade på vintern i den långa branta backen (2,0 km lång, 130 m hög, 7 %). Backen har byggts ut till två körfält nerför och tre fält uppför med mitträcke. Vägen försågs under 2007 med ett tredje "uppvärmt" körfält, vilket gör att körfältet hålls isfritt. De därnäst svåraste backarna är den öster om Ulricehamn (120 m hög) och Kallebäcksbacken öster om Göteborg (70 m hög, 6 %). Det finns ytterligare minst 6 rejäla backar väster om Jönköping (Landvetter väst (60 m höjd) och öst (80 m höjd), Bollebygd väst (80 m höjd) och öst (80 m höjd), Borås väst (80 m höjd) och öst (60+70 m höjd), plus minst en öster om Jönköping vilket gör vägen till en av de mest kuperade huvudvägarna i landet.

### Jönköping – Mariannelund
Öster om trafikplats Ekhagen (där riksväg 40 svänger av E4) går vägen i en rejäl backe (130 m hög, upp till 8 % lutning). Mellan Jönköping och Nässjö är vägen 2+1-väg. Mellan Nässjö och Eksjö är vägen 8–9 meter bred, men byggs just nu (2024) om till 2+1-väg på denna sträcka. I Eksjö går vägen rakt igenom centrum, men en förbifart byggs just nu (2024). Mellan Eksjö och Mariannelund är vissa avsnitt försedda med omkörningsfält, liknande traditionella stigningsfält. Vägen passerar rakt igenom ett flertal orter.

### Mariannelund – Västervik
Vid Vimmerby passerar vägen i utkanten av orten med två cirkulationsplatser och några planskilda korsningar.
Vägen mellan Vimmerby och E22 byggdes helt ny under 1960- och 1970-talen och är på sträckan Vimmerby–Toverum 2+1-väg sedan 2013. Tidigare gick vägen mellan Vimmerby och Västervik från Toverum långt norrut över Blackstad och innebar en rejäl omväg för den som skulle till Västervik och Ankarsrum jämfört med nuvarande väg. Topografin i området är ett sprickdalslandskap som är så karaktäristiskt för Tjust i nord-sydlig riktning, medan vägen går i öst-västlig riktning och har bidragit till att vägen sprängts ned i bergskärningar. Vägen korsar flera långsmala sjöar på olika broar, vilket vintertid ofta ställer till stora problem då det bildas speciella mikroklimat vid just broarna som ofta blir isiga och hala. 
Korsningen med E22 är en vanlig T-korsning vid Hyttan nära Gladhammar. Just denna korsning är mycket olycksdrabbad, bland annat har långtradare ofta problem att köra ut på E22 på grund av en brant stigning och dålig sikt vilket genom årens lopp orsakat olyckor. Planer finns på att ersätta korsningen med en trafikplats. Vägen är sedan gemensam med E22 in till Västervik.

### Vägstandard
| Delsträcka                            | Delsträcka                                  | Hastighet | Sträcka | Vägstandard |
| Göteborg (E6/E20 Kallebäcksmotet)     | Göteborg (Delsjömotet)                      |           | 3 km    | Motorväg (3+3) . 70 km/h i Kallebäcksmotet. |
| Göteborg (Delsjömotet)                | Rya (Ryamotet)                              |           | 19 km   | Motorväg (2+2) . 3+2 väster om Landvetter. |
| Rya (Ryamotet)                        | Borås (Tullamotet)                          |           | 36 km   | Motorväg (2+2) . |
| Borås (Tullamotet)                    | Borås (Kyllaredsmotet)                      |           | 6 km    | Motorväg (2+2) . 70 km/h mellan Brodalsmotet och Hultamotet. |
| Borås (Kyllaredsmotet)                | Ulricehamn (Ulricehamnstunneln)             |           | 30 km   | Motorväg (2+2) |
| Ulricehamn (Ulricehamnstunneln)       | Ulricehamn (Hössnamotet)                    |           | 4 km    | Motorväg (2+2) |
| Ulricehamn (Hössnamotet)              | Jönköping (Trafikplats Hedenstorp)          |           | 40 km   | 2+1-väg (trefältsväg) med korsningar. 70 km/h genom vissa korsningar, cirka 1 km förbi Strängsered samt cirka 1 km förbi Västra Jära.                                              |
| Jönköping (Trafikplats Hedenstorp)    | Jönköping (Trafikplats Haga)                |           | 3 km    | 3+2-väg. Göteborgsbacken. |
| Jönköping (Trafikplats Haga)          | Jönköping (Trafikplats Ekhagen)             |           | 6 km    | Motorväg (2+2) . Sträckan trafikplats Ljungarum - trafikplats Ekhagen är gemensam med .                                                                                            |
| Jönköping (Trafikplats Ekhagen)       | Nässjö (Sörängsrondellen)                   |           | 38 km   | 2+1-väg (trefältsväg). 70 km/h första 500 meter efter Trafikplats Ekhagen förbi korsning. 90 km/h fram till Trafikplats Rogberga. 100 km/h fram till Nässjö. 80 km/h förbi Nässjö. |
| Nässjö (Sörängsrondellen)             | Eksjö (Aborrarondellen)                     |           | 15 km   | Landsväg. |
| Eksjö (Aborrarondellen)               | Vimmerby (Cirkulationsplats Vimmerby)       |           | 59 km   | Landsväg. 40 / 60 km/h genom Eksjö, Bruzaholm och Mariannelund. |
| Vimmerby (Cirkulationsplats Vimmerby) | Toverum                                     |           | 17 km   | 2+1-väg. 80 km/h förbi Vimmerby. |
| Toverum                               | Hyttan                                      |           | 24 km   | Landsväg. 70 km/h genom vissa korsningar. |
| Hyttan                                | Verkebäck (Verkebäcksbron)                  |           | 4 km    | Landsväg. Gemensam med . |
| Verkebäck (Verkebäcksbron)            | Västervik (Trafikplats Västervik)           |           | 5 km    | 2+1-väg. Gemensam med . |
| Västervik (Trafikplats Västervik)     | Västervik (Cirkulationsplats Östersjövägen) |           | 5 km    | Landsväg / stadsgata. |

## Planer
Det fanns (februari 2024) ett pågående bygge samt fler mer eller mindre långt gångna byggplaner.
- Det diskuteras om att bygga motorväg mellan Hester och Jönköping[7]. Detta är inte med i nationell plan för 2014–2025, och antas därför inte få byggstart före 2025.[8] Vägen Hester–Jönköping är 2+1-väg med mitträcke, men har en del farliga korsningar med mycket vänstersvängande trafik, och det kan hända att man nöjer sig med att bygga några planskilda korsningar. Eftersom det inte är beslutat om, när och var en motorväg ska byggas, planerar man tills vidare inte bygga om korsningarna heller.

- Det fanns planer på att bygga en flyover som förbinder väg 40 med E6 i södergående riktning vid Kallebäcksmotet i Göteborg. Trafik måste (2024) köra in på lokalgatan Sankt Sigfridsgatan med två trafikljusstopp för att nå E6 i södergående riktning. Lösningen lades dock på is på grund av utrymmesbrist under bygget av Västlänkens deletapp Korsvägen. En åtgärdsvalsstudie av E6 genom Göteborg har genomförts där ett förslag ingick till en direktförbindelse mellan riksväg 40 och E6 södergående i form av en "kringla" i motet där även en viss justering av E6 nord föreslogs.[9]

- Mellan Nässjö och Eksjö pågår utbyggnad av mötesfri 2+1-väg längs en 14 kilometer lång sträcka sedan 2022.[10] Av detta ska 2 kilometer nybyggas och resten byggas om i befintlig sträckning.[10] Bygget beräknas vara färdigställt hösten 2025.[10]

- Förbifart Eksjö är under utredning.[11]

- På E22 planeras sträckan Gladhammar–Verkebäck nybyggas. Korsningen där riksväg 40 möter E22 ska förbättras, antingen genom en cirkulationsplats eller en planskild trafikplats. Detta planeras mellan år 2029 och 2032.[12]
- Det finns även planer på att bygga mötesfri väg mellan Toverum och Gladhammar (Västervik). Trafikverket har genomfört en åtgärdsvalstudie för sträckan, men projektet är för närvarande (2024) inte finansierat i den nationella transportplanen för 2022-2033.[13]

## Historik

### Göteborg – Jönköping

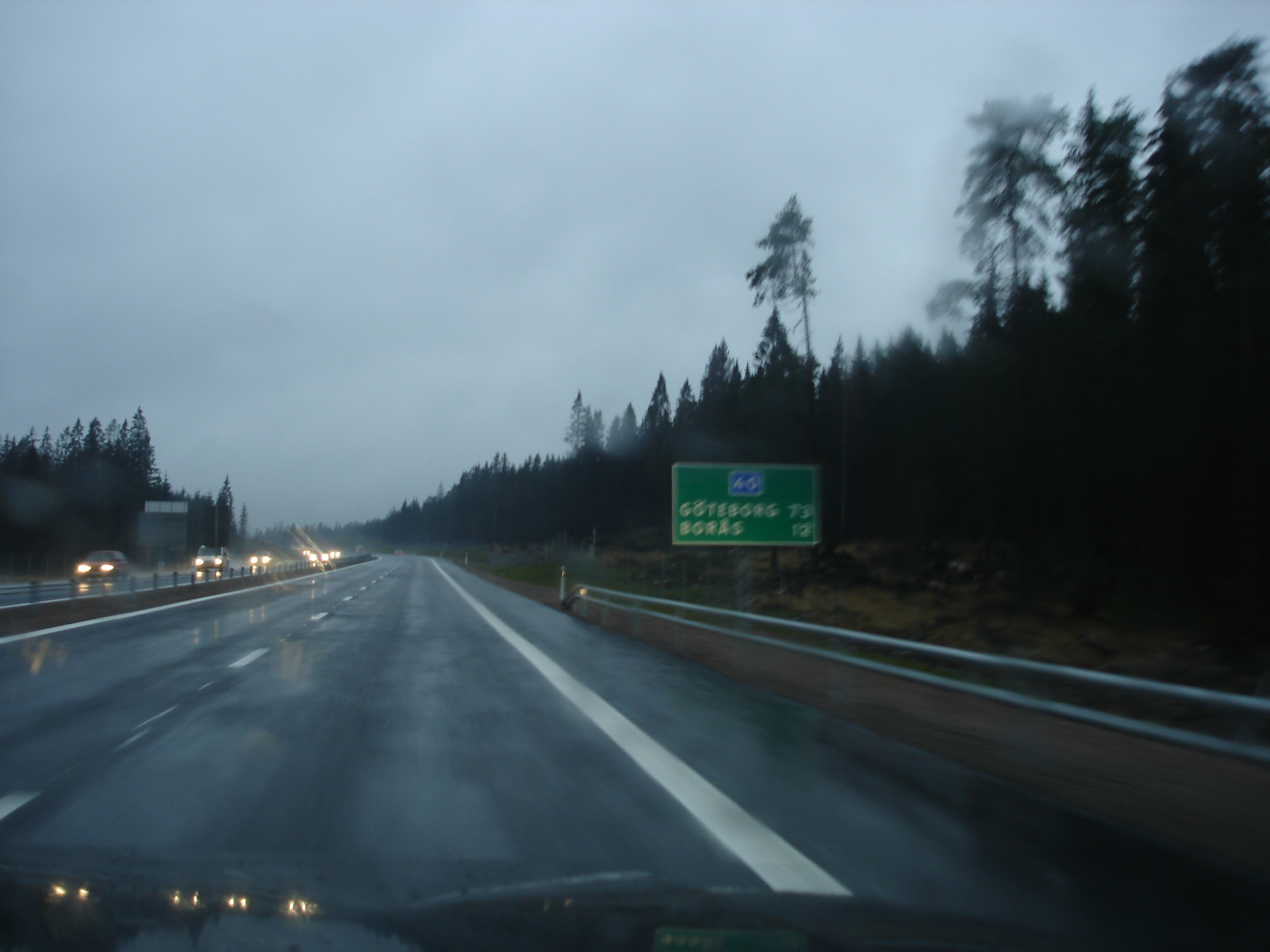
Riksväg 40 öster om Borås på motorvägssträckan mellan Dalsjöforsmotet och Kyllaredsmotet.

Vägen hette ursprungligen (1945–1962) riksfemman. 
Mellan 1985 och 1990 var riksväg 40 (tillsammans med sträckan mellan Jönköping och Stockholm) enligt europavägskonventionen en del av E63, men den erkändes inte av Sverige under denna tid, och vägen blev aldrig skyltad som E63 i Sverige. Det finns inga planer idag att skylta om den till europaväg. Det skulle innebära ett 3-siffrigt nummer, till exempel E241. Dessutom är genomfartstrafiken "tillräckligt hög", med tanke på vägens kapacitet. Detta kan jämföras med E16 och E45 som i Sverige gjordes till europaväg för att locka mer trafik.
Motorvägssträckan från Göteborg till korsningen med länsväg 156 byggdes på 1970-talet i samband med flygplatsbygget Landvetter flygplats. Anslutningen till E6 var klar 1977. Den gamla utfarten ur Göteborg är Korsvägen-Sankt Sigfridsgatan. Fortsättningen på den gamla 40:an var krokig 6–7 m bred väg som gick genom flera samhällen såsom Landvetter, Hindås, Bollebygd och Sandared.
I mitten av 1970-talet fortsatte utbyggnaden med motortrafikled mellan Landvetter flygplats och Borås med första etappen öppnad mellan Borås och Bollebygd 1976 och hela sträckan klar 1979. Denna motortrafikled var hårt olycksbelastad på grund av mycket trafik. Denna sträcka byggdes sedan om till motorväg och var klar för trafik 1997.
1970-1972 byggdes en motorväg mellan Viaredsmotet och Annelundsmotet genom centrala Borås. 1983 förlängdes den österut från Annelundsmotet förbi Hultasjön till Brämhult i samma läge som en befintlig väg från 1960-talet. Motorvägen byggdes strax söder om centrum genom ett område som dominerades av textilindustrin men där även bostadshus fanns. Öster om centrum fanns det ett mindre antal villor som revs. Öster om Hultasjön byggdes en befintlig väg från 1960-talet om till motorväg. När den sträckan ursprungligen byggdes var det landsbygd men när vägen byggdes om till motorväg hade man byggt bostäder nära motorvägen.
År 2004 förlängdes motorvägen i östra delen av Borås någon kilometer, i samma sträckning som befintlig väg. I samband med denna förlängning byggdes Kyllaredsmotet. Den 25 november 2006 förlängdes motorvägen ytterligare några kilometer till Dalsjöforsmotet. Fortsättningen till Dållebo vid Rångedala på 10 km öppnades för trafik 24 november 2007. Denna sträcka ligger högre i terrängen än den gamla vägen och innehåller en bro över dalgången vid Rångedala. Slutligen förlängdes motorvägen till Hester öster om Ulricehamn 17 oktober 2015.
På 1950-talet byggdes rikshuvudväg 5 på sträckan Borås–Ulricehamn och den var visserligen en 11,5-metersväg, men var på många delsträckor bara breddning av äldre väg och hade många backkrön, korsningar, skymda kurvor och helt otillräckliga siktsträckor som medförde att vägens bredd inbjöd till för vägsträckningen alldeles för höga farter. Fler och fler delar begränsades med tiden till 70 km/h. Dessutom fanns strax sydväst om Rångedala en svag och smal bro över den numera nedlagda Borås-Ulricehamns Järnväg (järnvägen öppnades 1917, men bron byggdes i slutet av 1940-talet eller början av 1950-talet, tidigare plankorsning). Man satte upp hastighetskameror strax efter år 2000 som dämpat farten för de som inte känner till deras exakta läge.

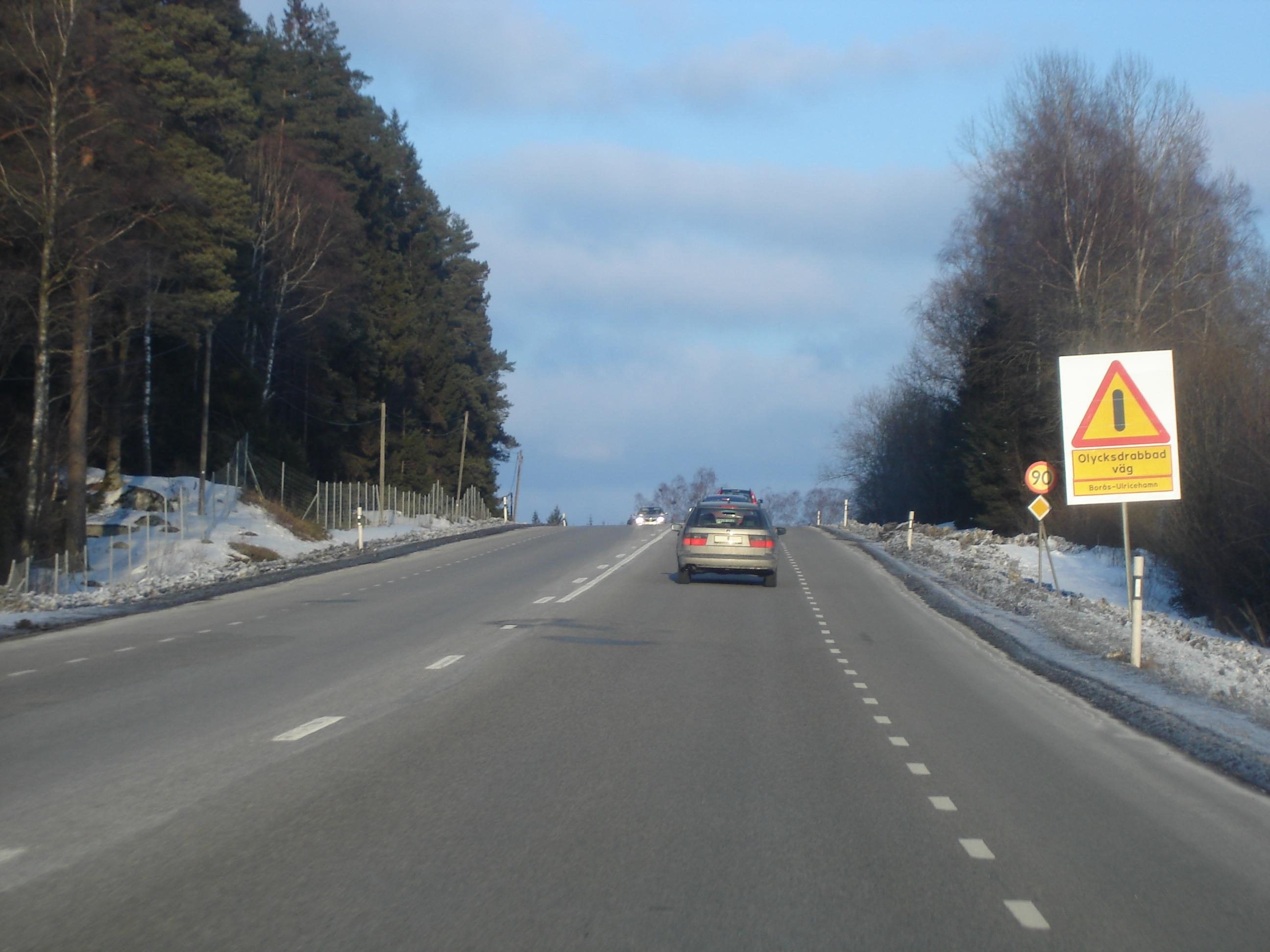
Gamla riksväg 40 mellan Borås och Ulricehamn. Vägen ersattes av en motorväg i november 2007.

Förbi Ulricehamn, sträckan Toppsjön-Hester, byggdes helt ny 13 meter bred väg 1972-1973. Sträckan innehöll två planskilda trafikplatser nära centrala Ulricehamn. På sträckan Ulricehamn (Hester)–länsgränsen till Jönköpings län byggdes helt ny 13 meter bred väg i slutet av 1960-talet. Den äldre vägen var mestadels alltför krokig för att använda och den passerade genom flera mindre samhällen t.ex. Hössna och Strängsered. Från Jönköpings länsgräns till Dumme mosse byggdes ny 11,5 meter bred väg i helt ny sträckning 1952-1956, med första deletappen öppnad mellan Jära och Dumme mosse. Den gamla vägen var grusväg, runt 6 meter bred, mycket krokig och backig och den passerade nära flera gårdar, genom byn Jära och över en lång och smal bro över järnvägen Ulricehamn-Jönköping vid hållplatsen Knutshult. Mellan Jära och Dumme mosse breddades vägen till 13–14 meter 1970. Då var järnvägen nedlagd och även 1950-talets bro över järnvägen vid Knutshult revs.
Mellan Axamo och E4 vid Trafikplats Ljungarum i Jönköping byggdes 1968-1969 den så kallade "Göteborgsbacken", en helt ny sträckning från högplatån vid Dumme mosse ner till centrala Jönköping. 1980 byggdes Trafikplats Hedenstorp i toppen av backen i samband med att riksvägarna 47 och 48 (dåtida vägnummer) samt länsväg 195 fick en ny sträckning. Trafikplatsen är utformad så att riksväg 40 enkelt ska kunna byggas om till motorvägsstandard på den här sträckan i framtiden utan att trafikplatsen behöver rivas och byggas om.
Sträckan från Toppsjön väster om Ulricehamn ända till Jönköping har byggts om till 2+1-väg under perioden 1995–2005. I samband med detta breddades också delen mellan länsgränsen vid Torhult och Jära från 11,5 meter till cirka 14 meter och sträckan fick också några tunnlar för gång- och cykeltrafik. Backen nära Jönköping byggdes under 2007 ut till 3 körfält uppför varav ett uppvärmt. Riksväg 40 har byggts ut till motorväg genom stadsdelen Haga i Jönköping (1 500 m), öppning 2007.
Vägen har varit mycket svårt olycksdrabbad. Framför allt de delar av riksväg 40 som inte var mötesseparerade har kallats "dödens väg" eller "Riskväg 40"., exempelvis sträckan öster om Borås samt Ulricehamn – Jönköping. Fram till 1997 ingick även sträckan mellan Borås och Landvetter, vägen på den tiden var motortrafikled utan mitträcke. Den gamla vägen mellan Borås och Ulricehamn byggdes ut och rätades ut i slutet på 50-talet och i början på 60-talet. Sträckan Ulricehamn–Jönköping rätades ut och moderniserades på mitten av 60-talet.  Man kan tydligt se skillnaden mellan dessa båda årtiondens skilda väguträtningar. Sträckan Ulricehamn–Jönköping har under 2000-talet helt blivit ombyggd till 2+1-väg, vilket gjort den säkrare. Sträckan Borås–Ulricehamn byggdes inte om utom närmast Ulricehamn, utan ersattes av motorväg.

### Jönköping – Västervik
Vägen Jönköping–Västervik hette före 1962 länsväg 120 Jönköping–Nässjö(–Vetlanda), länsväg 131 Nässjö–Västervik. Mellan 1962 och 2009 hade den nummer 33.
Vägen går bitvis i samma sträckning som på 1940-talet. Det gäller Nässjö–Pelarne (nära Vimmerby). På sträckan genom Vimmerby och till Västervik gick vägen då istället Frödinge–Blackstad och anslöt till rikshuvudväg 4 strax norr om Törnsfall.
Förbifart Tenhult (Rogberga-Öggestorp) invigdes augusti 2011. Vägen Öggestorp–Nässjö är byggd på 1990-talet. Trafikplats Eksjö centrum är från 2000-talet. Vägen Pelarne–Vimmerby och förbifart Vimmerby är byggd i början på 1980-talet. Vägen Vimmerby–Gladhammar är från 1970-talet.

## Län och kommuner
Riksväg 40 går genom följande kommuner och län (räknat från väster):
- Västra Götalands län
  - Göteborgs kommun
  - Härryda kommun
  - Bollebygds kommun
  - Borås kommun
  - Ulricehamns kommun
- Jönköpings län
  - Jönköpings kommun
  - Nässjö kommun
  - Eksjö kommun
- Kalmar län
  - Vimmerby kommun
  - Västerviks kommun

Sträckan genom Mölndals kommun skyltas inte. Den är bara 1 km och har ingen avfart.

## Korsningar och trafikplatser
| Lista över motorvägsmot / trafikplatser längs riksväg Redigera | Lista över motorvägsmot / trafikplatser längs riksväg Redigera | Lista över motorvägsmot / trafikplatser längs riksväg Redigera | Lista över motorvägsmot / trafikplatser längs riksväg Redigera |
|                                                                | Nr                                                             | Namn                                                           | Skyltning                                                      |
| -------------------------------------------------------------- | -------------------------------------------------------------- | -------------------------------------------------------------- | -------------------------------------------------------------- |
| Motorväg Göteborg (Kallebäck) - Ulricehamn (Hester)            |                                                                |                                                                |                                                                |
| Motorvägskorsning                                              | 70                                                             | Kallebäcksmotet                                                | Oslo, Göteborg C, Malmö, Mölndal                               |
|                                                                |                                                                | Trängselskatt                                                  | upp till 22 kr                                                 |
|                                                                | 71                                                             | Delsjömotet                                                    | Delsjöområdet, Helenevik                                       |
|                                                                | 72                                                             | Mölnlyckemotet                                                 | Mölnlycke                                                      |
|                                                                | 74                                                             | Bårhultsmotet                                                  | Partille                                                       |
|                                                                | 75                                                             | Landvettermotet                                                | Landvetter                                                     |
|                                                                | 76                                                             | Björrödsmotet                                                  | Landvetter Ö                                                   |
|                                                                | 77                                                             | Flygplatsmotet                                                 | Landvetter flygplats, Härryda                                  |
|                                                                | 78                                                             | Ryamotet                                                       | Kinna, Skene, Hindås                                           |
|                                                                | 79                                                             | Grandalsmotet                                                  | Rävlanda, Hindås                                               |
|                                                                | 80                                                             | Kullamotet                                                     | Töllsjö, Bollebygd                                             |
|                                                                | 81                                                             | Grönkullenmotet                                                | Sandared, Hultafors, Olsfors                                   |
|                                                                | 82                                                             | Nabbamotet                                                     | Viared V, Viareds sommarstad                                   |
|                                                                |                                                                | Rastplats Boråstorpet                                          | endast östgående                                               |
|                                                                | 83                                                             | Viaredsmotet                                                   | Karlskrona, Sjömarken, Sandared, Viared                        |
|                                                                | 84                                                             | Tullamotet                                                     | Alingsås                                                       |
|                                                                | 85                                                             | Brodalsmotet                                                   | Alingsås, Borås C, Knalleland                                  |
|                                                                | 86                                                             | Annelundsmotet                                                 | Varberg, Trollhättan, Borås C                                  |
|                                                                | 87                                                             | Hultamotet                                                     | Hässleholmen, Bergsäter, Hulta                                 |
|                                                                | 88                                                             | Brämhultsmotet                                                 | Brämhult, Hulta                                                |
|                                                                | 89                                                             | Kyllaredsmotet                                                 | Svensgärde, Brämhult                                           |
|                                                                |                                                                | Rastplats Borås Sörbo                                          | endast västgående                                              |
|                                                                | 90                                                             | Dalsjöforsmotet                                                | Dalsjöfors, Äspered                                            |
|                                                                |                                                                | Rångedalabron                                                  | 440 m lång                                                     |
|                                                                | 91                                                             | Rångedalamotet                                                 | Nitta, Fristad, Rångedala                                      |
|                                                                | 92                                                             | Hökerumsmotet                                                  | Hökerum                                                        |
|                                                                |                                                                | Rastplats Röstesjön                                            | endast östgående                                               |
|                                                                |                                                                | Ulricehamnstunneln                                             | 400 m lång                                                     |
|                                                                | 93                                                             | Ulricehamnsmotet                                               | Falköping, Ulricehamn                                          |
|                                                                | 94                                                             | Hössnamotet                                                    | Hössna                                                         |
| Landsväg Hester-Jönköping, enstaka trafikplatser finns         |                                                                |                                                                |                                                                |
| Bensinstation                                                  |                                                                | Strängsered                                                    |                                                                |
|                                                                |                                                                |                                                                | Mullsjö                                                        |
|                                                                |                                                                |                                                                | Halmstad                                                       |
| Bensinstation                                                  |                                                                | Jära                                                           | 2 st bensinstationer                                           |
|                                                                | 101                                                            | Trafikplats Hedenstorp                                         | Mariestad, Trollhättan, Hjo, Jönköping flygplats               |
| Motorväg genom Jönköping                                       |                                                                |                                                                |                                                                |
|                                                                | 102                                                            | Trafikplats Haga                                               | Haga                                                           |
|                                                                | 103                                                            | Trafikplats Ljungarum                                          | Helsingborg, Växjö                                             |
|                                                                | 96                                                             | Trafikplats Ryhov                                              | Ljungarum, Ryhov                                               |
|                                                                | 97                                                             | Trafikplats A6                                                 | Jönköping C, Asecs                                             |
|                                                                | 98                                                             | Trafikplats Ekhagen                                            | Stockholm (riksväg 40 svänger)                                 |
| Landsväg Jönköping-Västervik                                   |                                                                |                                                                |                                                                |
|                                                                | -                                                              | Trafikplats Tallörtsbacken                                     |                                                                |
|                                                                | -                                                              | Trafikplats Jära gård                                          |                                                                |
|                                                                | -                                                              | Trafikplats Rogberga                                           |                                                                |
|                                                                | -                                                              | Trafikplats Tenhult                                            | Tenhult Huskvarna                                              |
|                                                                | -                                                              | Trafikplats Öggestorp                                          |                                                                |
|                                                                | -                                                              | nära Forserum                                                  | Forserum                                                       |
|                                                                | -                                                              | väster om Nässjö                                               | Äng                                                            |
|                                                                | -                                                              | Trafikplats Nässjö västra                                      | Nässjö                                                         |
|                                                                | -                                                              | Trafikplats Nässjö norra                                       | Nässjö                                                         |
|                                                                |                                                                |                                                                | Nässjö (riksväg 40 svänger)                                    |
|                                                                |                                                                | nära Gisshultasjön                                             | Kalmar Oskarshamn                                              |
|                                                                |                                                                |                                                                | Sävsjö                                                         |
|                                                                |                                                                | Trafikplats Eksjö Södra                                        | Vetlanda                                                       |
|                                                                |                                                                | Trafikplats Eksjö centrum                                      | Eksjö S, Motala (riksväg 40 svänger)                           |
|                                                                |                                                                |                                                                | Hult                                                           |
|                                                                |                                                                | Bruzaholm                                                      |                                                                |
|                                                                |                                                                | Ingatorp                                                       |                                                                |
|                                                                |                                                                | Mariannelund                                                   |                                                                |
|                                                                |                                                                |                                                                | Hultsfred                                                      |
|                                                                |                                                                | nära Vimmerby                                                  | Linköping, Växjö, Kalmar                                       |
|                                                                |                                                                | Trafikplats Ankarsrum                                          | Ankarsrum                                                      |
|                                                                |                                                                |                                                                | Norrköping Kalmar                                              |